# Timana midas
Timana midas är en fjärilsart som beskrevs av Louis Beethoven Prout 1922. Timana midas ingår i släktet Timana och familjen mätare. Inga underarter finns listade i Catalogue of Life.